# هوندا اونچیر
هوندا اونچیر (به انگلیسی: Honda Avancier) خودرویی است که در سال‌های ۱۹۹۹ تا ۲۰۰۳ توسط شرکت خودروسازی ژاپنی هوندا تولید شده‌است.
طراحی آن خودروهای موتور جلو-محور جلو، خودروهای موتور جلو-چهار چرخ متحرک بوده طول آن در حالت طبیعی ۴٬۷۹۵ میلیمتر (۱۸۸٫۸ اینچ)، عرض آن در حالت طبیعی ۱٬۸۱۰ میلیمتر (۷۱٫۳ اینچ)، ارتفاع آن در حالت طبیعی ۱٬۵۴۵ میلیمتر (۶۰٫۸ اینچ) و وزن آن در حالت طبیعی ۱٬۶۹۰ کیلوگرم (۳٬۷۳۰ پوند) است. سیستم جعبه‌دندهٔ آن به صورت خودکار است.